# شين كانازاوا
شين كانازاوا (باليابانية: 金澤 慎) (مواليد 9 سبتمبر 1983)، هو لاعب كرة قدم ياباني سابق كان يلعب كلاعب وسط.

## وصلات خارجية
- شين كانازاوا على موقع رابطة كرة القدم اليابانية للمحترفين (اليابانية)
- شين كانازاوا على موقع قاعدة بيانات كرة القدم.إي يو (الإنجليزية)
- شين كانازاوا على موقع Soccerway.com (الإنجليزية)
- شين كانازاوا على موقع عالم كرة القدم.نت (الإنجليزية)
- شين كانازاوا على موقع كووورة